# Iglesia de San Francisco (Játiva)

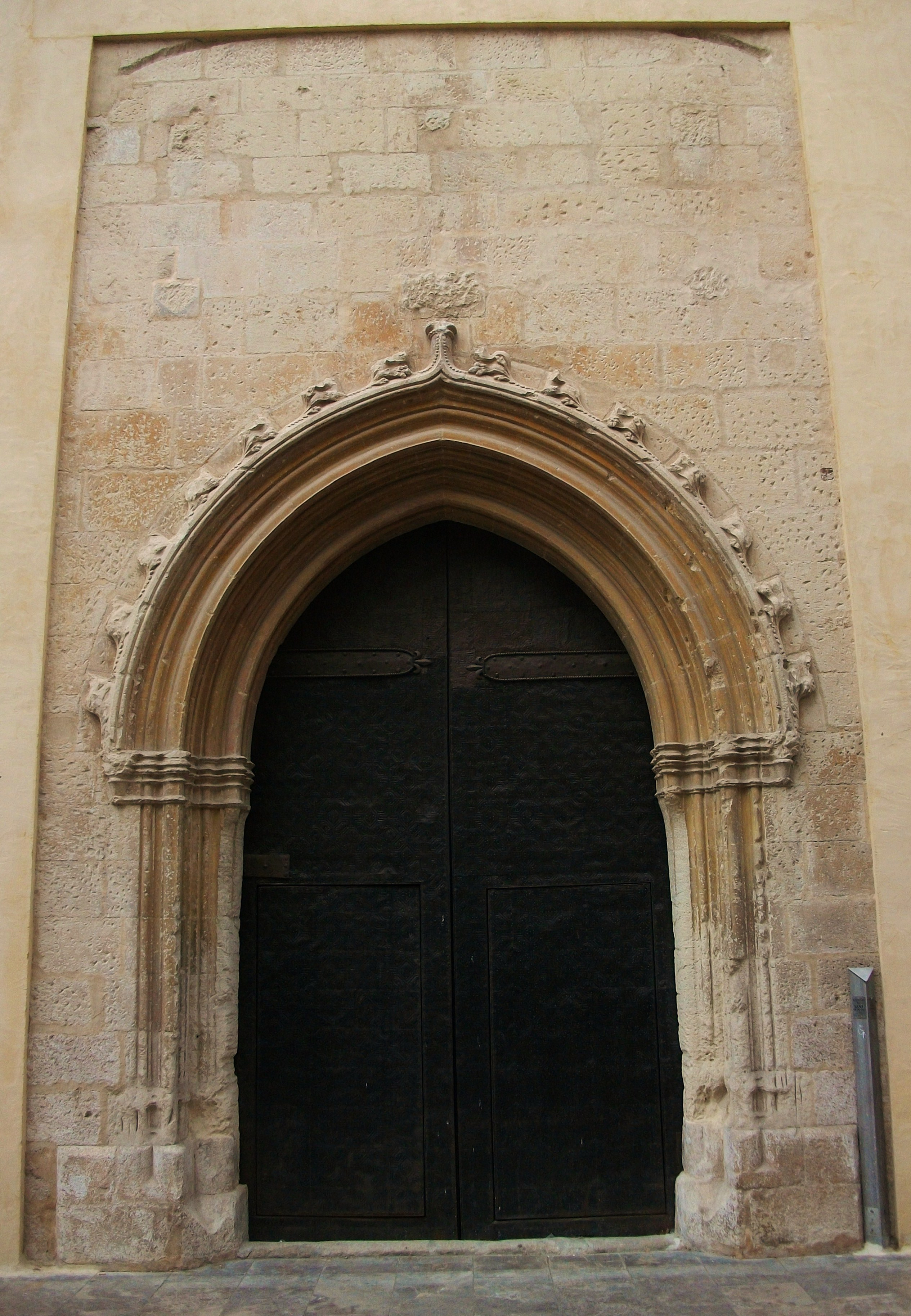
Portada lateral

La iglesia de San Francisco, también llamado Antiguo Convento de San Francisco, está sito en la calle Moncada número 1 del municipio español de Játiva, en la comarca de La Costera, de la provincia de Valencia. Está catalogada como Bien de interés cultural, con número de anotación ministerial: R-I-51-0004493.

## Historia
Esta iglesia se puede considerar el único vestigio arquitectónico del desaparecido convento de San Francisco, fundado por Jaime I de Aragón, del que formaba parte. Su primera ubicación fue fuera de a la muralla, pero fue destruido durante Guerra castellano-aragonesa de 1356-1369, llamada Guerra de los Dos Pedros (cuando la ciudad fue asediada por Pedro I de Castilla, el Cruel), reconstruyéndose (convento e iglesia) entre 1366 y 1377 en terrenos de la ciudad situados intramuros.
El conjunto conventual se vio afectado por el incendio de la ciudad a principios del siglo XVIII, en 1707 y como consecuencia de ello, posteriormente fue reformado y ampliado. De esta época es el revestimiento, según los gustos del momento, con pilastras y bóvedas de cañón con lunetos.
Su ubicación en la calle de Moncada, eminente zona noble de la ciudad, hizo que se utilizara como panteón de parte de la nobleza setabense. Allí fueron sepultados numerosos personajes: el Conde de Urgell, pretendiente a la Corona de Aragón en el Compromiso de Caspe; ascendientes y parientes de los pontífices de la casa de Borja, Alejandro VI y Calixto III; los Condes de Toreno; los Bertrán de Lis, y otros.
Con la desamortización de 1835, pasó a ser del Ministerio de Guerra que lo adecuó para cuartel de caballería. En 1936 fue devastado, convertido en almacén, y posteriormente en cine. Tras unos años de abandono fue subastado y, en 1960 derribado, conservándose únicamente la iglesia. En 1976 se eliminó la bóveda barroca dejando la estructura gótica original.
A partir de 2006, se realizaron una serie de restauraciones, a manos de la Fundación Luz de las Imágenes, con motivo de la exposición “Lux Mundi Xàtiva 2007”. Fue en este momento cuando se restauró la iglesia para celebrar culto religioso en ella.

## Descripción
La estructura de la iglesia es la típica del primitivo gótico valenciano, en concreto es de estilo gótico cisterciense, con una sola nave rectangular compartimentada mediante seis arcos perpiaños agudos que dejan espacio para siete capillas laterales entre los contrafuertes, con bóveda de crucería. En el muro meridional se conserva una portada tardogótica con arquivoltas ojivales con cardinas.
En 1786, la iglesia fue reformada por Francisco Vicente Cuenca, se abrió un nuevo acceso a los pies de la iglesia, se levantó el coro elevado, y se cambió la decoración, adosando pináculos flamígeros a las capillas. Durante el siglo XVIII se adaptó el templo a las formas barrocas del momento, recubriendo las paredes interiores al estilo clásico y se construyó la bóveda de cañón.
En la segunda mitad de los años 1970 se eliminó la decoración del XVIII, dejando a la vista las trazas del siglo XIV. Con la restauración del año 2006, se recuperó los restos de policromía que se conservaban, se llevaron a cabo excavaciones arqueológicas en los enterramientos situados en las capillas laterales, así como la limpieza, reposición y reparación de desperfectos en los contrafuertes y arcos de diafragma, la instalación de una nueva estructura en el coro y la colocación de una vidriera ornamental policromada. Se procedió a la renovación de los suelos de la nave y las capillas y se habilitó la iglesia para el acceso de personas con movilidad reducida eliminando las barreras arquitectónicas.